# Slag bij Oudenaarde

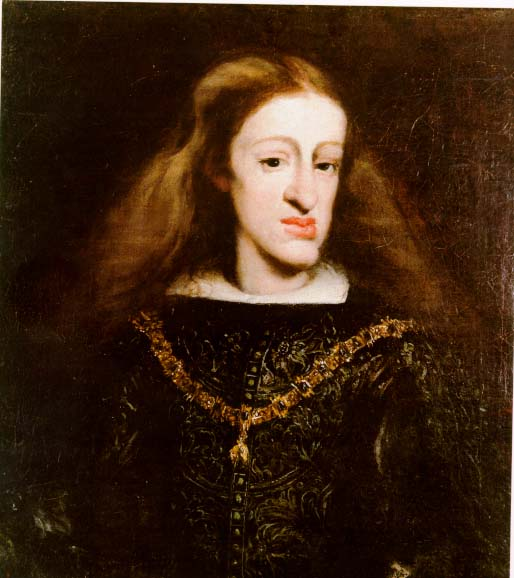
Karel II, laatste Habsburgkoning van Spanje

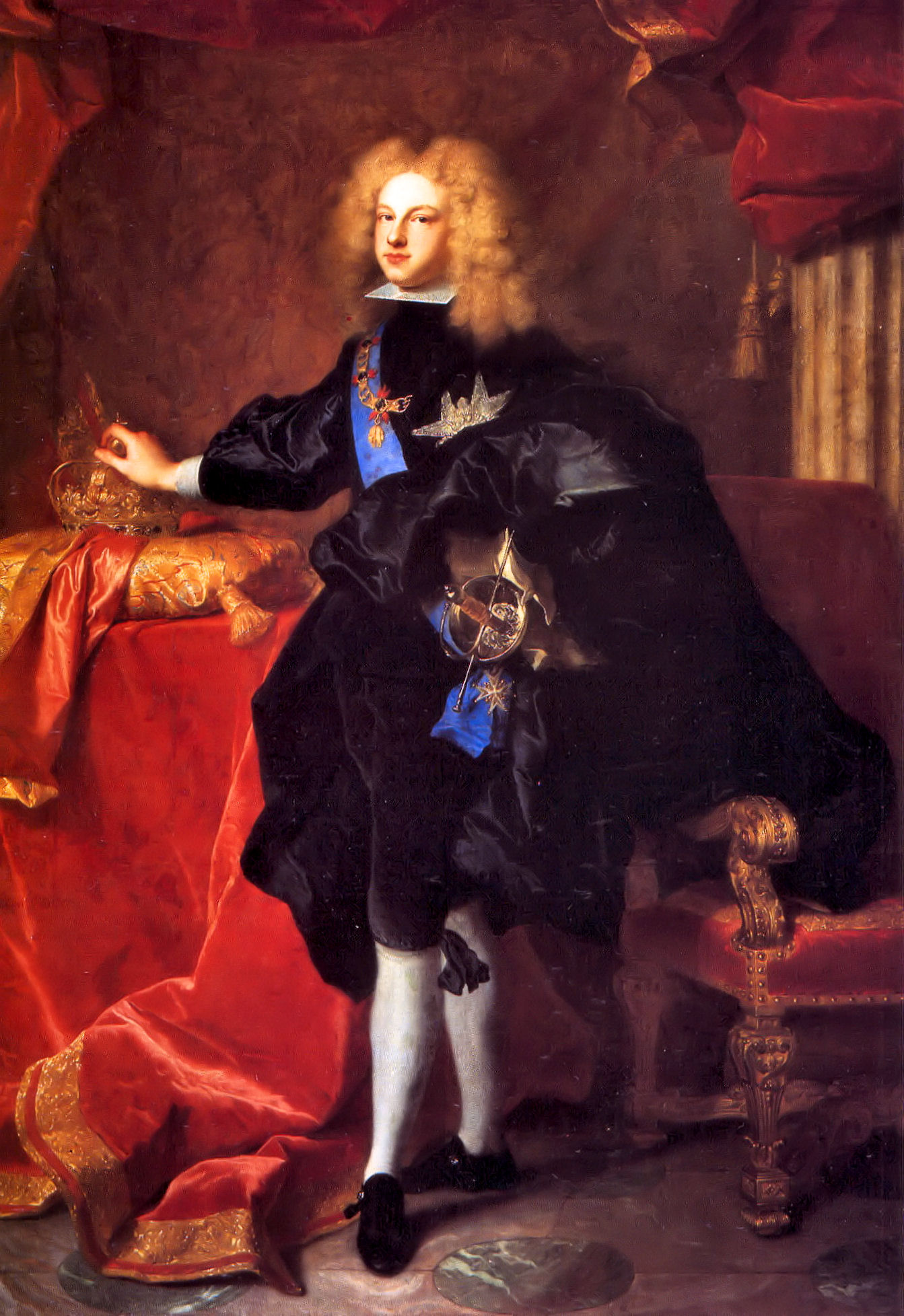
Filips V, eerste Bourbonkoning van Spanje

De Slag bij Oudenaarde was een belangrijke veldslag tijdens de Spaanse Successieoorlog. De slag vond plaats op 11 juli 1708 in de omgeving van Oudenaarde in de toenmalige Spaanse Nederlanden.

## Voorgeschiedenis en internationaal kader
In 1700 overlijdt Karel II (1665-1700), de laatste Habsburgkoning van Spanje. In zijn testament duidt hij Filips van Anjou, de tweede kleinzoon van Lodewijk XIV van Frankrijk aan als zijn opvolger. Engeland, de Republiek der Zeven Verenigde Nederlanden en keizer Leopold I van het Heilige Roomse Rijk, verzetten zich tegen een mogelijke unie tussen Spanje en Frankrijk. Ze vormen samen de Grote Alliantie van Den Haag in 1701 en verklaren in mei 1702 de oorlog aan Lodewijk XIV en zijn kleinzoon, die als Filips V regeert in Madrid.
De Grote Alliantie komt er officieel om de rust in Europa (dat net door de Negenjarige Oorlog in puin is gelegd tussen 1688 en 1697) te herstellen. In werkelijkheid wil keizer Leopold I (1640-1705) zélf de Spaanse gebieden binnenhalen voor zijn tweede zoon, aartshertog Karel van Habsburg. De Engelsen en Nederlanders willen Frankrijk weghalen uit de rijke Spaanse kolonies overzee én uit België.
Lodewijk XIV en Filips V hebben zelf ook bondgenoten: het is niet zo dat het Duitse Rijk homogeen tegen hen vecht. De keurvorst van Beieren, Max Emmanuel, is landvoogd ("gouverneur") voor de Spaanse koning in de Zuidelijke Nederlanden en wil zelf een koningstitel uit de brand slepen. Zijn broer, Jozef Clemens, aartsbisschop van Keulen-Bonn en prins-bisschop van Luik, die een belangrijk stuk controleert op de Rijn, vecht ook met de Fransen mee. In het begin van de oorlog heeft Lodewijk XIV bovendien ook de steun van de Amadeus II hertog van Savoye (Noord-Italië) en van de Peter II koning van Portugal. De Fransen vechten dus zeker niet alleen.
De Spaanse gebieden die Filips V binnenrijft, bestaan niet alleen uit kern-Spanje (Kroon van Castilië, Leon, koninkrijk Aragon), maar ook uit de Italiaanse bezittingen van Karel II (Milaan, koninkrijk Napels, koninkrijk Sicilië, Sardinië) en uit de Zuidelijke Nederlanden. De oorlog wordt gevoerd op vier fronten (Spanje, Italië, Duitsland, Nederland), waarbij het Nederlandse front veruit het belangrijkste is. De grootste legers leveren slag tussen de Maas en de Schelde. Op het moment van de Slag bij Oudenaarde hebben de geallieerden de provincies Brabant (Antwerpen, Leuven, Brussel) en Vlaanderen (Oostende, Brugge, Gent, Oudenaarde, Dendermonde, Kortrijk) grotendeels in handen (met uitzondering van Nieuwpoort). Ook in Henegouwen zijn de geallieerden doorgedrongen: ze bezetten er Aat. De Fransen controleren nog Namen, Bergen (waar het hof van de landvoogd, keurvorst Max Emmanuel van Beieren zich ophoudt), Doornik, Rijsel, Ieper en Nieuwpoort.
In 1707, het voorgaande jaar, is er niet veel gebeurd. De Fransen zijn erin geslaagd om de geallieerden op afstand te houden, na een heel slecht jaar 1706 (waarin de Engelsen, Nederlanders en Duitsers vanuit Waals-Brabant zowat het hele Noorden hebben ingenomen).
Het bevel over de geallieerde legers werd gevoerd door John Churchill, hertog van Marlborough (1650-1722) en prins Eugenius van Savoye-Carignan (1663-1736). Marlborough en Eugenius hebben in 1708 een heel goede internationale reputatie. De prins, die voor de Heilig Roomse Keizer vecht, heeft de Turken uit Hongarije verjaagd (1683-1699) en de Fransen uit Italië (slag van Turijn, september 1706). Marlborough begint pas laat aan zijn echt grote militaire carrière. Hij heeft veel op het verkeerde paard gewed in de Engelse politiek en heeft op het thuisfront tegenstanders die hem met plezier ten val zouden willen brengen. Na de dood van koning Willem III (1650-1702) krijgt de hertog het bevel over het geallieerde leger toegespeeld. Samen met de Hollandse raadspensionaris Anthonie Heinsius, de feitelijke eerste minister van de Republiek (1641-1720), houdt Marlborough de piepende en krakende Grote Coalitie samen. Met Eugenius verslaat hij de Fransen in 1704 bij Blenheim, op een kritiek moment. De Franse maarschalk Tallard was bijna doorgedrongen tot in Wenen om er de keizer te verjagen. 's Avonds zit hij gevangen in de koets van de Engelse generaal.
Eugenius en Marlborough besluiten om in 1708 hun avontuur van 1704 over te doen: Marlborough was toen met zijn leger halsoverkop in een recordtijd van de Nederlanden naar Beieren gegaan. Samen hadden ze de Fransen een bloedige nederlaag toegebracht. Eugenius wil hetzelfde doen in 1708: hij is, omwille van interne Duitse ruzies, gelegerd aan de Moezel, maar wil achter de rug van de politici met een deel van zijn mannen samen met Marlborough de Fransen aanpakken. Marlborough beschikt in België over ongeveer 80.000 man. Een bont allegaartje van Hollandse, Engelse, Oostenrijkse, Zuid-Nederlandse, Deense en vooral veel Duitse soldaten. De meeste soldaten in Marlboroughs leger zijn eigenlijk huurlingen: de dik gespijsde Engelse en Hollandse oorlogskassen geven geld aan onafhankelijke vorstjes in het Duitse rijk, die maar al te graag hun dure soldaten afstaan om campagne te voeren. Zo stuurt de keurvorst van Brandenburg, Frederik III met plezier soldaten naar België, de Rijn en Italië met de belofte dat de keizer hem zal herkennen als koning van Pruisen.
Het leger van Marlborough communiceert echter efficiënt: de voertaal is er Frans, een taal die iedereen spreekt.
Het Franse opperbevel wordt eigenlijk gevoerd door Lodewijk XIV. In tegenstelling tot de bont kakelende coalitie heeft de Franse koning stevig vat op zijn troepen in de Nederlanden. Vanuit Versailles doen zijn boodschappers er maar een paar uur over om het front te bereiken. Elke belangrijke beslissing moet vooraf overlegd worden. De generaals sturen hem dan ook tientallen brieven per week met informatie en vragen om orders.

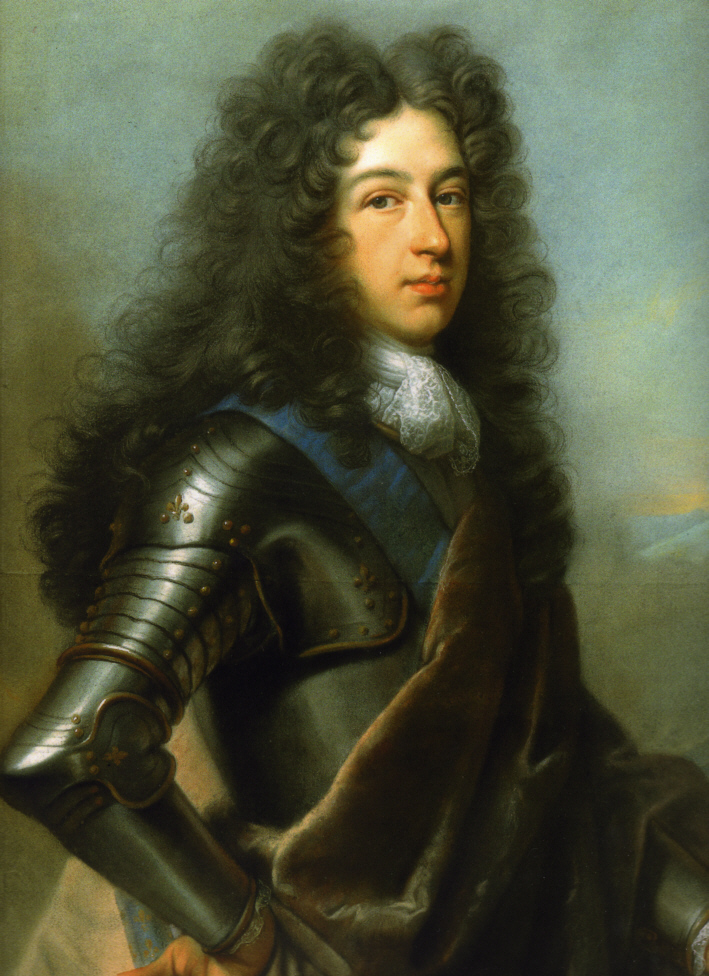
Lodewijk van Frankrijk, hertog van Bourgondië, 1682-1712, oudste kleinzoon van Lodewijk XIV

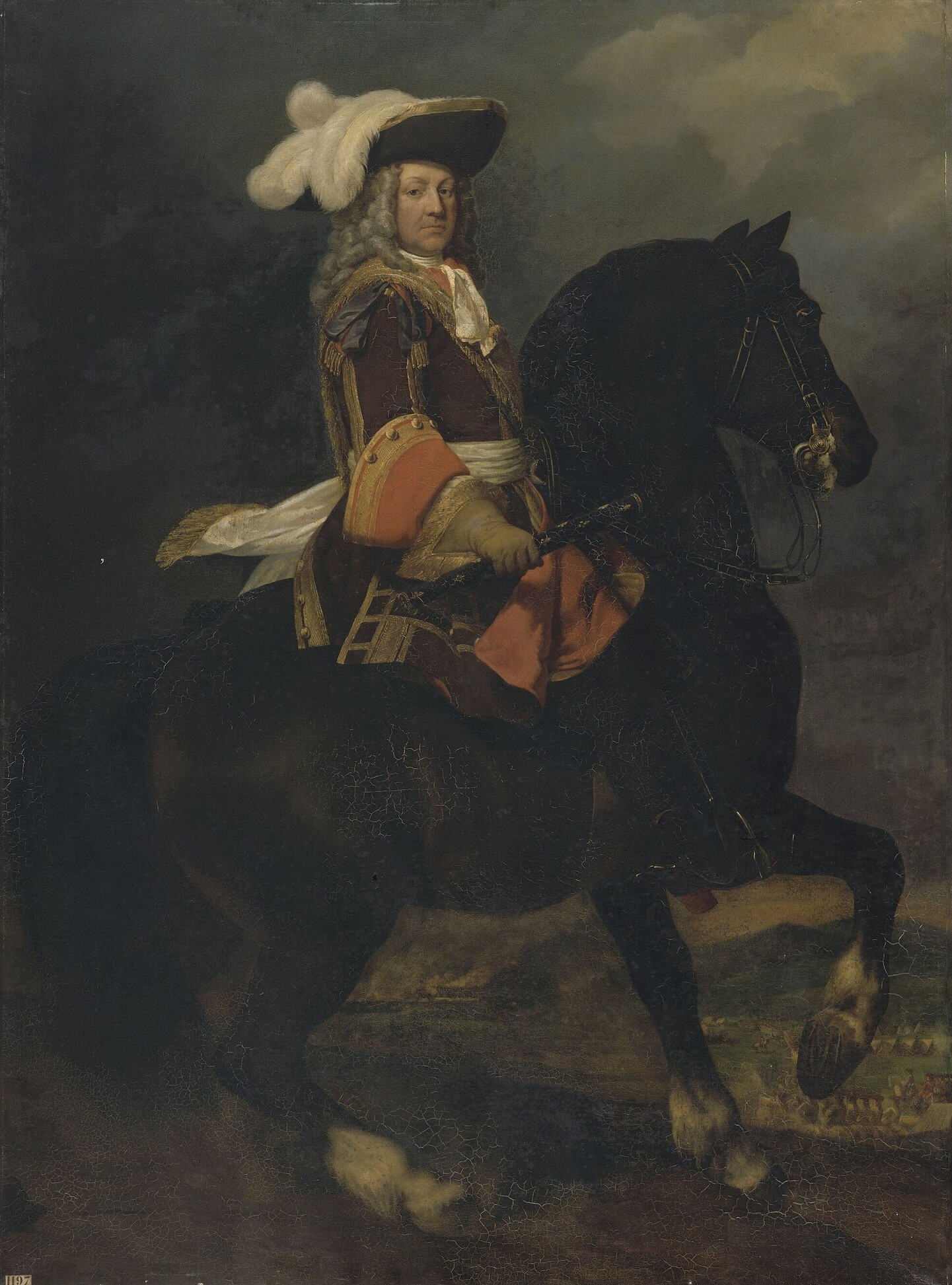
Louis-Joseph, hertog van Vendôme (1654-1714), voert het bevel over het Franse leger, onder de hertog van Bourgondië

Lodewijks oudste kleinzoon, Lodewijk, hertog van Bourgondië en broer van Filips van Anjou voert officieel het bevel over een zeer groot Frans leger in de Nederlanden. De schattingen variëren, maar volgens de meest recente bestond het uit ongeveer 90 000 man op volle sterkte. Hij komt eigenlijk in de plaats van Lodewijk Jozef van Bourbon, de hertog van Vendôme (°1654), die het vorige jaar en na de rampzalige Slag bij Ramillies het bevel voerde in de Zuidelijke Nederlanden. Vendôme moet de jonge prins, die ooit koning van Frankrijk moet worden, met zijn adviezen bijstaan en kneden als veldheer. Helaas zijn de karakteriële tegenstellingen tussen de twee bevelhebbers zeer groot. Marlborough en Eugenius verstaan elkaar, Bourgondië en Vendôme hebben een hekel aan elkaar. Dat wordt nog verergerd door de losbandige levensstijl van Vendôme en de overdreven vroomheid van de prins, die onder invloed staat van de aartsbisschop van Kamerijk, Fénelon. Vendôme is een poulain van Bourgondië's vader, de dauphin (Monseigneur, °1662) en van de "libertijnse" groep die op zijn kasteel in Meudon rondhangt. De clan van de kroonprins wil de regering van Lodewijk XIV verderzetten na zijn dood, de clan van Bourgondië wil er radicaal mee breken.
Het begin van de campagne verloopt chaotisch. Noch Marlborough, noch Vendôme weten eigenlijk wat ze willen. Ze hebben beiden nood aan een groot succes, maar Marlborough wil daarvoor eerst wachten op Eugenius. Na een jaar kat-en-muis met Vendôme in 1707 wil hij zich niet opnieuw laten verrassen. Vendôme zit met Bourgondië als stoorzender en moet dus veel meer om de mening van Lodewijk XIV in Versailles vragen. Een eerste Frans plan om Hoei aan te vallen krijgt een veto van Lodewijk XIV te verwerken. Intussen trekken de Fransen naar de omgeving van Brussel, waar ze in een kat-en-muisspel zitten met het leger van de geallieerden.
Tot grote verrassing van de geallieerden voeren de Fransen begin juli een plan uit van de "Belg" Jan van Brouchoven, graaf van Bergeyck (1644-1725). Als machtigste Zuid-Nederlander kent hij perfect de ongenoegens en ambities van de Vlaamse stedelingen. Tot 1706 waren de steden onder Frans bewind geweest, tot ergernis van de adel en de gevestigde machten, die hun privileges uit de Spaanse tijd fel ingekort zagen. De geallieerden draaiden alle hervormingen van Bergeyck terug en maakten zich zo de oude adel en clerus terug tot vriend. Niét zo met de steden, waar actieve pro-Franse netwerken de opstand preekten. Op 5 juli haalt het Franse leger een meesterzet uit: twee vliegende colonnes trekken voor de neus van het geallieerde leger weg naar Gent, via Ninove.
Na een kolderieke episode, waarin de -op het Spanjaardenkasteel na- onverdedigde stad in de handen van een kleine groep Franse militairen valt, geeft Gent zich over. Ongeveer tegelijkertijd capituleert ook Brugge, waar de vrienden van Bergeyck hun werk gedaan hebben.
Plots komt Marlborough voor grote problemen te staan. De geallieerde aanvoerlijnen naar Holland en Engeland lopen over
- de Schelde, via Antwerpen
- de Zee, via Oostende
- over land, via Brussel naar Antwerpen.

Doordat Vendôme en Bourgondië zich met hun leger TUSSEN de Engelsen en de zee (Brugge) én Antwerpen (Gent) zetten, dreigt de aanvoerlijn van zijn leger droog te vallen.
Eugenius, die na de val van Gent en Brugge in het hoofdkwartier van Marlborough aankomt, geeft hem het idee om de Fransen een stap voor te zijn. Inderdaad, tussen het moment waarop Gent en Brugge vallen, en de Slag bij Oudenaarde, laten Vendôme en Bourgondië zich het initiatief ontgaan. Een kleine bende Fransen trekt naar Oudenaarde, dat als bolwerk op de Schelde tussen Gent en Doornik ligt, met de bedoeling de stad af te sluiten voor geallieerde schepen. Het leger van de geallieerden is op dat ogenblik al vliegensvlug van Asse (in Brabant) naar Lessen (in Henegouwen) getrokken en gaat naar het Noorden. De kleine Franse bende moet terugtrekken en meldt aan het hoofdleger, dat maar traag uit zijn grote kamp in Lede (bij Aalst) komt, dat er een probleem is.
In de nacht van 10 op 11 juli trekt William Cadogan, de rechterhand van Marlborough (die in België ervan wordt beschuldigd zich zwaar persoonlijk te hebben verrijkt op kap van de plaatselijke bevolking), met een mobiele eenheid en genietroepen naar Oudenaarde. De stad, die in geallieerde handen is, krijgt twee extra bruggen in het centrum, en tijdelijke bruggen in de buurt van Ename (dat noordelijker ligt), om een vlotte oversteek mogelijk te maken.
Het Franse leger kiest voor een halfslachtige oplossing: in de mening dat Marlborough en Eugenius nog ver zijn, verplaatsen Vendôme en Bourgondië hun kamp naar Gavere, om de volgende dag (11 juli), naar de hoogten van Huise te trekken en van daaruit Oudenaarde te observeren.

## Prelude tot en eerste fases van de veldslag
Terwijl het Franse leger traag van Gavere naar de hoogten van Huise trekt, is luitenant-generaal Biron (1663-1756) met een aantal eskadrons (cavalerie) en bataljons (infanterie) Zwitserse troepen aan het patrouilleren. 's Ochtends om 10 uur op 11 juli, wanneer de colonne van William Cadogan de Schelde overtrekt, ziet Biron dat. Het is niét duidelijk wat er gebeurt in het Franse leger tussen 10 uur en 14 uur in de namiddag. De traditionele geschiedschrijving (bijvoorbeeld de biografie van Marlborough door Winston Churchill) gaat ervan uit dat de Franse generaals koeriers van Biron in de wind slaan en niet reageren. Dat lijkt onwaarschijnlijk. De recente studie van Clément Oury heeft aangetoond dat dit naar alle waarschijnlijkheid ook niet klopt. De verdedigers van Vendôme, zijn secretarissen Alberoni (1664-1752) en Bellerive (zie bibliografie) hebben dat ook steeds volgehouden. De Fransen hebben dus de informatie dat er "iets" van de geallieerden over de stroom trekt, maar ze weten niet wat ze precies gaan doen.

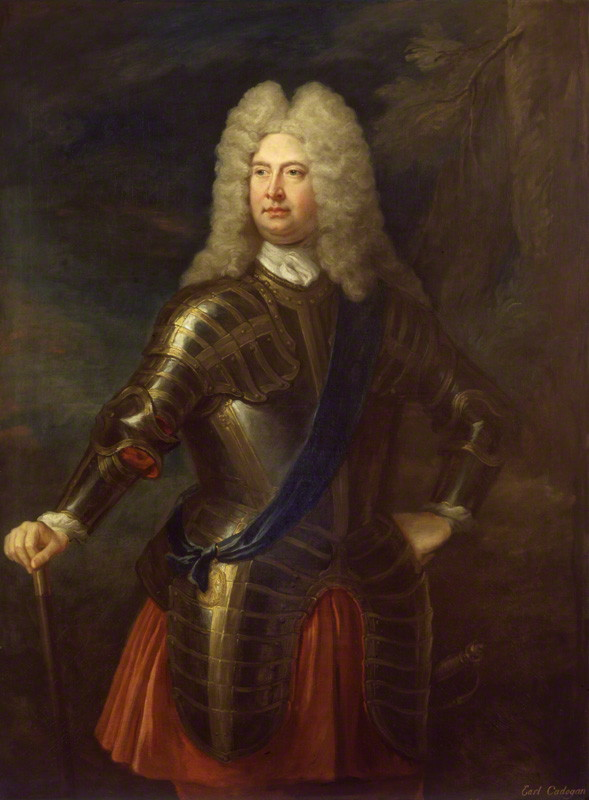
William, graaf van Cadogan, 1675-1726, kwartiermeester-generaal in het Engelse leger

Wat wél duidelijk is, is dat Biron het bevel krijgt om de geallieerden zo vlug mogelijk terug de rivier over te jagen. Als we even kijken naar het landschap rond Oudenaarde, is dat vrij logisch. De Fransen hebben twee opties:
1. De eerste Engelsen de rivier induwen en verhinderen dat ze terrein nemen op de linkeroever van de Schelde
2. Zich terugtrekken op de Hoogten van Huise, een onneembare positie: het Franse leger is groter dan dat van de geallieerden en heeft al een overwinning behaald (Gent en Brugge genomen)

De Fransen realiseren zich echter niet dat het héle geallieerde leger er aankomt én dat de beweging al vroeger is ingezet dan ze dachten. Het gebroken landschap tussen Huise en Oudenaarde maakt een echt overzicht van bewegingen op 10 kilometer afstand zeer moeilijk. De markies van Puységur (1656-1743), luitenant-generaal uit de staf van Bourgondië, bekijkt rond de middag de situatie vanop Huise en concludeert dat er niets aan de hand is.
Tegen die tijd heeft Biron de kans al niet meer om aan te vallen. De Pruisische en Hannoveraanse troepen die achter Cadogan aan oversteken, worden ingezet om de dorpen van Eine en Heurne schoon te vegen. Biron wordt gevangengenomen met een aantal vooraanstaande officieren en afgevoerd naar de herberg "Baron de Courrières" in het centrum van Oudenaarde.
Wanneer Biron is ingerekend, wil het geallieerde leger verder oprukken. De cavalerie van de Deen Jürgen Rantzau, die een heroïsche charge uitvoert, waarbij de latere George II van Engeland een paard onder zich ziet wegschieten, botst echter op de rest van het Franse leger. Geconfronteerd met de realiteit van de geallieerde aanwezigheid, laat Vendôme kanonnen opstellen op de hoogten van Mullem, waarmee het hele noordelijke stuk van de Gentse Baan wordt schoongeveegd.
Rond vier uur valt de slag bij Oudenaarde in een beslissende fase: de Fransen beslissen om het geallieerde leger te verjagen uit een gehucht aan de Diepenbeek (een stroom die ten noordwesten van de Schelde loopt). Hierdoor verlaat het Franse leger de veilige hoogten van Huise en stelt het zich klem op in een natuurlijk bassin. Tussen de Diepenbeek, de gehuchten Herlegem en Schaerken, de dorpen Ooike, Lede en de molen bij het gehucht Rooigem, zitten ze klem.
Grimaldi, een ondergeschikt Spaans-Belgisch commandant, vraagt om vier uur aan Bourgondië de toestemming om de Hannoveranen en Engelsen (Sabine) aan te vallen in Schaerken. De prins staat hem dat toe, maar vindt Vendôme niet, die in de "mist van de veldslag" niet te bespeuren valt. Wanneer Vendôme echter de (afgeslagen) aanval van Grimaldi ziet, gooit hij er meteen zijn volle gewicht tegenaan. De Franse generaal verlaat hier de hem toegewezen rol van aanvoerder voor die van lijf-aan-lijfvechter. Een grote fout.
Het bevel van Vendôme aan Bourgondië (wat eigenlijk enkel een "verzoek" kan zijn, gezien zijn rang) om met de hele massa van het Franse leger de geallieerden terug te rollen, wordt niét gevolgd. Puységur, die in de Nederlanden verschillende jaren onder de oude maarschalk Boufflers heeft gediend bij de Franse inval in 1701, vindt dat het terrein aan de beken te drassig is voor een aanval met paarden. In de apologetische brief die de latere kardinaal en Spaanse eerste minister Giulio Alberoni later publiceert, zou de boodschapper van Vendôme, op terugweg naar zijn meester, gedood zijn door een rondvliegende kogel. Het essentiële punt is echter dat Vendôme niet terugkeert naar het opperbevel, maar in een patstelling blijft zitten aan de beken.

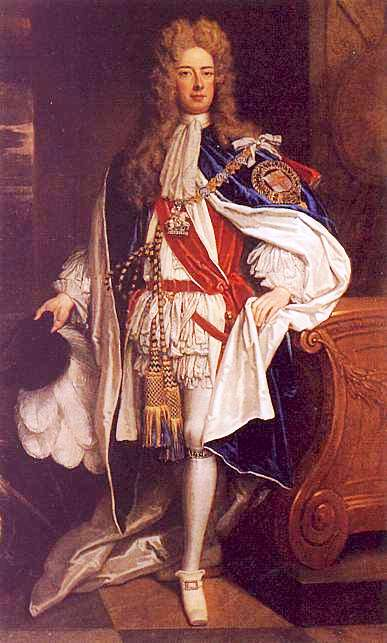
John Churchill, hertog van Marlborough

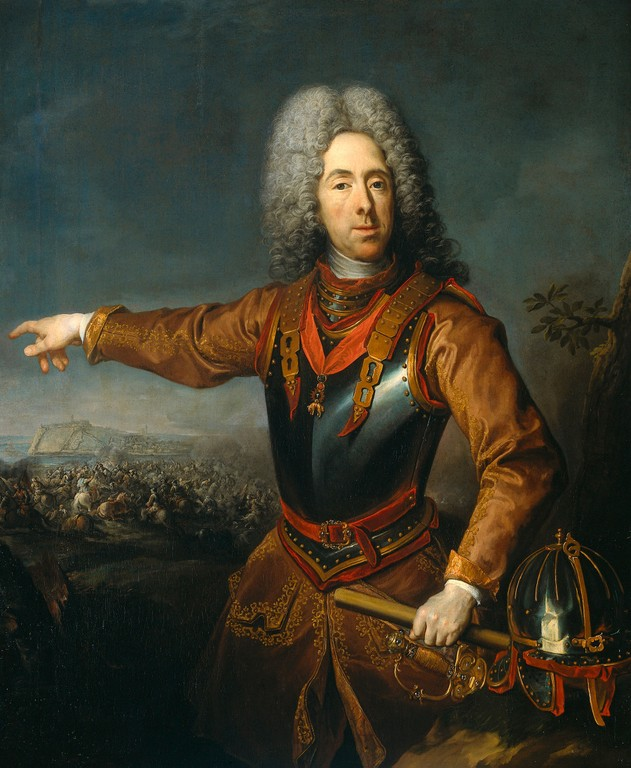
Eugenius van Savoye, Frans-Italiaans-Oostenrijks veldheer

Terwijl Vendôme blijft beuken, maar op halve kracht, stuurt Marlborough voortdurend versterkingen naar de beken. Uiteindelijk houdt het geallieerde centrum het uit.

## De omsingeling van Ouwerkerk
De extra troepen die Marlborough ziet aankomen (die van de Pruis Lottum), worden op de linkerflank van het geallieerde leger (die zich uitstrekt van het kasteel de Bruaan tot aan Schaerken) gewisseld voor de bestaande troepen, die via een manoeuvre op de binnenlijnen naar de rechtervleugel (aan het gehucht Herlegem) gebracht, waar Eugenius het bevel voert.
In het plan van Marlborough zijn de gevechten aan de beken niet de kern van de zaak. Het geallieerde leger mag uiteraard niet wijken, maar de doorbraak moet elders worden geforceerd. De Nederlandse veldmaarschalk Hendrik van Nassau-Ouwerkerk (1640-1708) krijgt de missie toegewezen om de grootste fout van Vendôme en Bourgondië uit te buiten: het gebrek aan dekking op de westelijke rand van het bassin waar de Franse troepen in gewrongen zitten.
Marlborough vraagt aan de Nederlanders en Denen van Ouwerkerk en de jonge prins van Oranje Johan Willem Friso (een neef van de overleden Willem III, 1687-1711) om via een holle weg de onbezette hoogten van Ooike in te nemen. Ouwerkerk wordt opgehouden door het instorten van een van Cadogan's hulpbruggen in Oudenaarde-centrum. Pas laat op de avond bereiken zijn troepen de hoogten. Marlborough weet echter dat, eens Ouwerkerk op die positie komt, het voor de Fransen uitzichtloos wordt.
Intussen blijft de Franse druk op de beide armen van het bekenfront wel aanhouden. Om die enigszins te verlichten, stuurt Eugenius de cavalerie van de Pruis Dubislaw Natzmer in een drieste charge op de Franse linkerflank af. In iets wat veel weg heeft van de charge van de lichte brigade worden de eskadrons van Natzmer in mootjes gehakt door de Maison du Roi (de elitetroepen van het Franse leger, waar de eigenaars hun regimenten moeten "inkopen" bij de koning) en teruggedreven. Het offer was niet tevergeefs, want Eugenius had intussen de tijd om zijn mannen te herorganiseren.
Na de charge van Natzmer draaien de Franse hovelingen en generaals die samengetroept waren rond de "Molen van Rooigem", bovenaan de hoogten die het bassin afsluiten, zich plots om: in hun rug donderen de Zuid-Nederlander Claude Frédéric de t'Serclaes, graaf van Tilly (1648-1723), de prins van Oranje en Ouwerkerk met hun troepen naar beneden vanop de hoogten van Ooike. In volle chaos en paniek trekken de hertog van Bourgondië, zijn broer, de hertog van Berry en Jacobus III, zoon van de verjaagde Engelse koning Jacobus II, via het dorp Lede terug naar de veilige hoogten van Huise.
Het Franse leger moet overal terugwijken en wordt door de troepen van Eugenius en Marlborough over de beken in noordelijke richting gejaagd. De nederlaag lijkt totaal.

## De nacht, de dag en de rest van de campagne
Door het invallen van de duisternis wordt Oudenaarde niet de overwinning waarmee Marlborough en Eugenius naast Hannibal's slag van Cannae in de geschiedenisboeken komen. Omdat het onmogelijk wordt om vriend van vijand te onderscheiden, laten de geallieerden het vuren staken. De kleine list van Eugenius, om de Franse regimentsnamen te laten afroepen, levert nog wat extra gevangenen op. Anderzijds breken Franse vluchtelingen in alle richtingen door de geallieerde rangen heen en belanden ze soms in Franse steden als Ieper, Rijsel of Kortrijk, om een paar weken later het hoofdleger terug te vervoegen.
De Franse bevelhebbers zijn razend na afloop van de slechte dag. Vendôme is in de eerste plaats kwaad omdat een groot deel van de linkervleugel nooit in actie is gekomen. Hij wil doorvechten op 12 juli, vanop de hoogten van Huise. Bourgondië wil terugtrekken naar Gent en weet zijn beslissing door te drukken. In een lange nachtelijke en ochtendlijke terugtocht (met een paar schermutselingen en heldendaden van de Franse bevelhebber Nangis) trekken de Fransen naar Gent, hun verovering.
Op aanraden van de graaf van Bergeyck houden Bourgondië en Vendôme zich de rest van de zomer op achter het kanaal Gent-Brugge en proberen ze de geallieerde bevoorrading (die door Oudenaarde absoluut niet is hersteld) af te snijden. Marlborough en Eugenius trekken naar Rijsel, mooiste en grootste verovering van Lodewijk XIV (1667). In hun rug proberen de Fransen de landkonvooien (over Brussel-Geraardsbergen-Oudenaarde-Ath) en de zeebevoorradingen (via de polderstreek, waar ze Ieper en Nieuwpoort controleren) af te snijden. Tevergeefs. In september wordt een Franse overvalbende verslagen door de bewakingstroepen van een konvooi bij Wijnendale. Pas in oktober krijgt Vendôme het belangrijke fort van Leffinge in handen. Maar net op dezelfde dag valt de stad Rijsel. Wanneer de geallieerden terugkeren naar Brussel, dat belegerd wordt door een troep onder Max Emmanuel van Beieren, jagen ze zonder problemen het leger van Vendôme en Bourgondië, dat voor hen de Schelde moest afsluiten, uiteen.

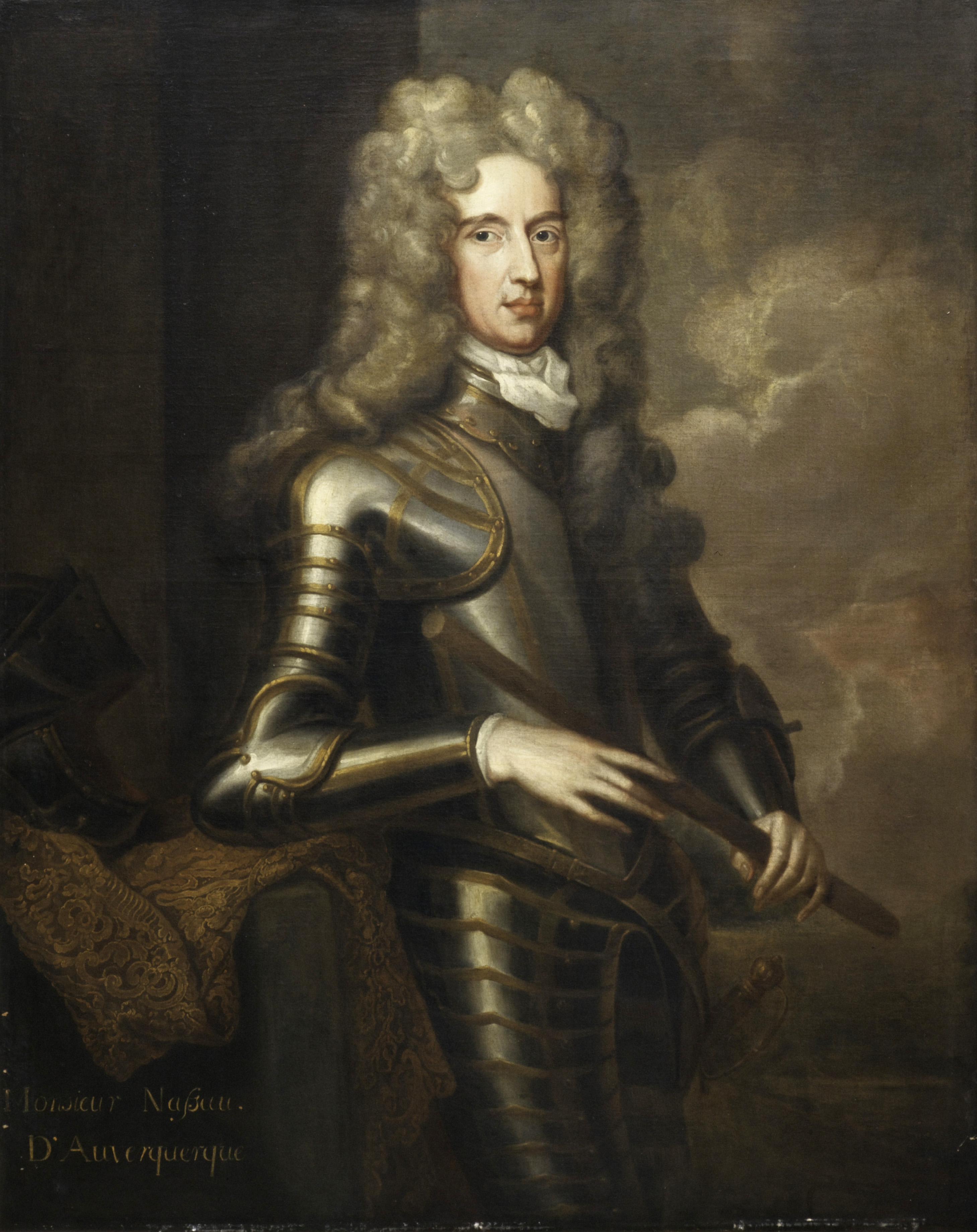
Hendrik van Nassau-Ouwerkerk, veldmaarschalk van het Staatse leger

Het jaar eindigt voor de geallieerden in totale triomf: de citadel van Rijsel (een onneembaar geachte burcht, opgetrokken door Vauban) capituleert, midden in de vrieskou geeft ook Gent zich over (januari 1709). Vendôme en Bourgondië keren terug naar Versailles en krijgen geen nieuw bevel voor 1709. Marlborough zal dan af te rekenen krijgen met maarschalk Villars, die Lodewijk XIVs meest succesvolle generaal zal blijken.
De Spaanse Successieoorlog eindigt niet als een Franse nederlaag. Door een machtswissel in Wenen (waar Jozef I als keizer wordt opgevolgd door Karel VI) dreigen de Oostenrijkse Habsburgers Europa in handen te krijgen zoals Keizer Karel V in de zestiende eeuw. Engeland laat dan zijn bondgenoten vallen en sluit een aparte vrede met Frankrijk (preliminaria van Londen, 1711). Die aparte vrede loopt, na een nederlaag van Eugenius bij Denain (1712) uit op de Vredes van Utrecht (1713) en Rastatt (1714). De kaart van Europa is hertekend:
- de kleinzoon van Lodewijk XIV zit op de troon in Spanje; de Bourbons zullen er -tot op vandaag- blijven
- België komt onder Oostenrijks bewind en zal dat blijven tot aan de slag van Fleurus (1795)
- Max Emmanuel keert terug als keurvorst van Beieren[8], de keurvorst van Brandenburg wordt Koning van Pruisen en de hertog van Savoye koning van Sicilië
- keurvorst Georg van Hannover wordt koning George I van Engeland (1714)

De grote verliezer van de Successieoorlog wordt uiteindelijk de Republiek, die in de kolonies en in de wereldhandel wordt voorbijgestoken door de Engelse bondgenoot. De Slag bij Oudenaarde is dus vér van beslissend geweest.

## Galerij

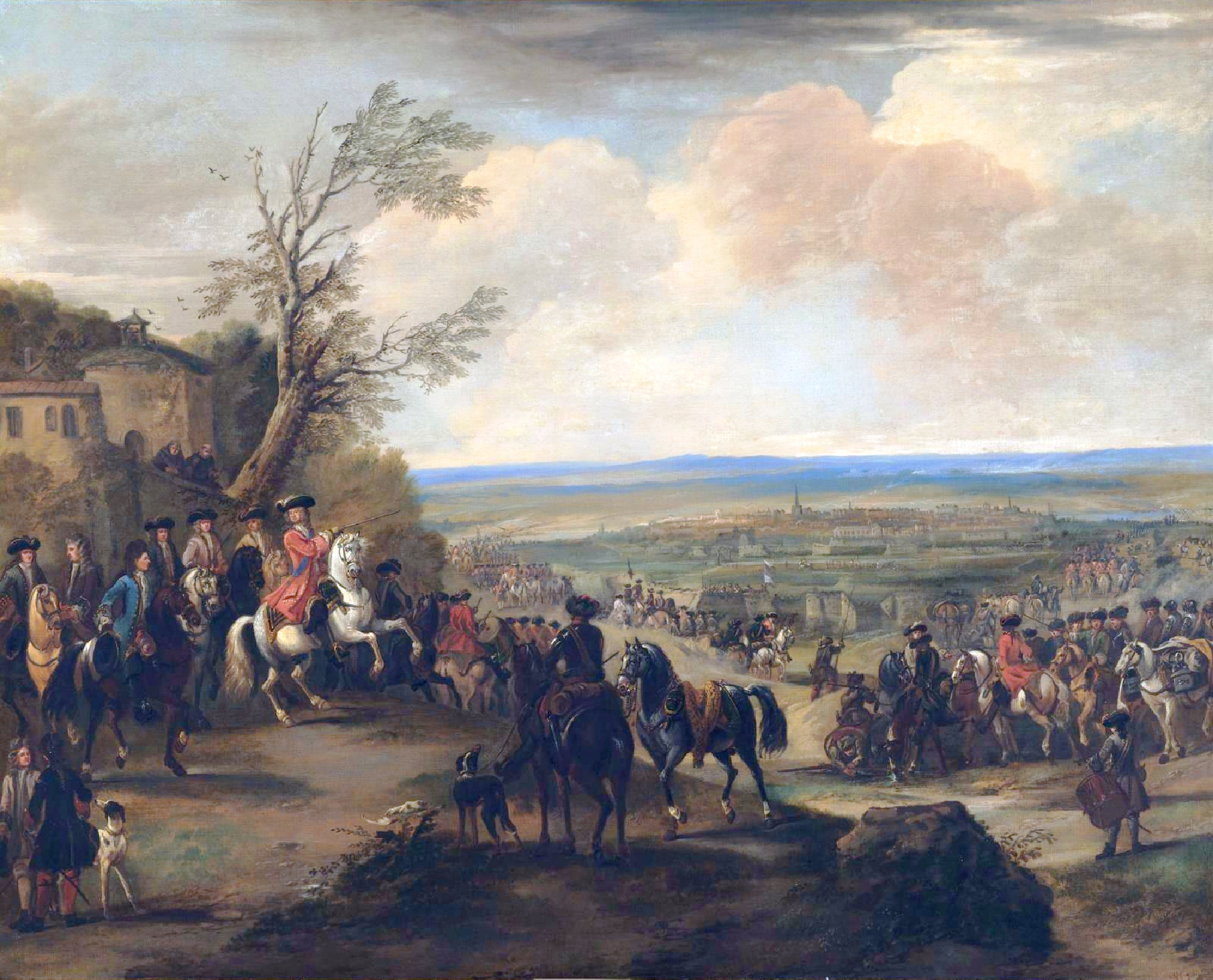
Marlborough tijdens de Slag bij Oudenaarde
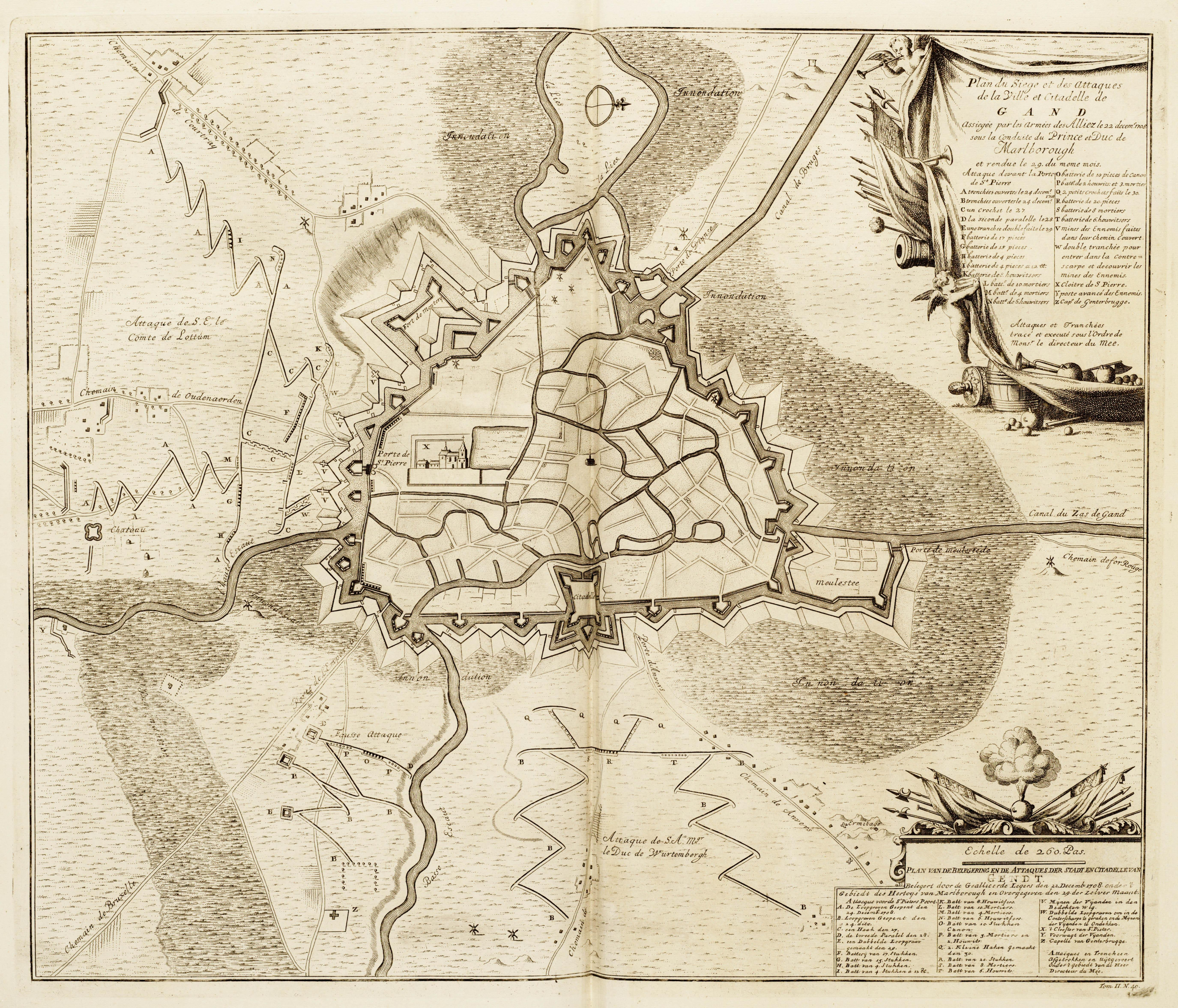
Plan du Sieges et des Attaques de la Ville et Citadelle de Gand kaart door Isaac van der Kloot, 1729